# 1960
1960 (MCMLX) je bilo prestopno leto, ki se je po gregorijanskem koledarju začelo na petek. Zaradi vsesplošnega osamosvajanja afriških držav izpod kolonialne oblasti je postalo leto znano kot »leto Afrike«.

## Dogodki
- 1. januar - Kamerun postane neodvisna država.
- 9. januar - v Egiptu začnejo z gradnjo Asuanskega visokega jezu.
- 23. januar - Jacques Piccard in Don Walsh se z batiskafom Trieste spustita v Marianski jarek in dosežeta globino 10.916 m
- 24. januar - v Alžiru potekajo množične demonstracije proti francoski upravi v Alžiriji.
- 5. februar - v Ženevi (Švica) prične z obratovanjem prvi Cernov pospeševalnik delcev.
- 8. februar - uradno je odprta Hollywoodska aleja slavnih, spomenik dosežkom v zabavni industriji v Hollywoodu.
- 13. februar - Francija izvede prvi preskus atomske bombe v alžirski Sahari.
- 18. – 28. februar - VIII. zimske olimpijske igre v Squaw Valleyu, Kalifornija, ZDA.
- 29. februar - v potresu, ki popolnoma poruši mesto Agadir v Maroku, umre 15.000 ljudi, okrog 12.000 je ranjenih.
- 21. marec - t. i. »pokol v Sharpevillu«: policija strelja na črnske demonstrante med mirnim protestom proti rasni politiki v Južni Afriki in pri tem ubije 69 ter rani okoli 300 ljudi.
- 1. april - Združene države Amerike izstrelijo prvi meteorološki satelit, TIROS-1.
- 16. april - napadalec ustreli »arhitekta apartheida«, ministrskega predsednika Južne Afrike Hendrika Verwoerda, in ga huje rani.
- 21. april - novozgrajena Brasilia postane glavno mesto Brazilije.
- 27. april - Togo postane neodvisna država.
- 1. maj - sovjetske protiletalske rakete sestrelijo ameriško vohunsko letalo Lockheed U-2 nad ozemljem Sovjetske zveze; pilot preživi, vendar je zajet.
- 11. maj - Mosadovi agenti ugrabijo vojnega zločinca Adolfa Eichmanna v Argentini in ga skrivoma odpeljejo v Izrael na sojenje.
- 22. maj - »veliki čilski potres« z močjo 9,5 stopnje po Richterjevi lestvici, najmočnejši potres v zgodovini merjenja, prizadene jug Čila, cunamiji dosežejo tudi obale od Aljaske do Avstralije.
- 27. maj - v vojaškem državnem udaru v Turčiji pride na čelo države general Cemal Gürsel.
- 20. junij - kratkotrajna Malijska federacija, ki jo sestavljata današnja Mali in Senegal, se osamosvoji izpod francoske oblasti.
- 26. junij - 
  - Britanski Somaliland pridobi neodvisnost od Združenega kraljestva. Pet dni kasneje se združi s Somalijo (nekdanji Italijanski Somaliland) v današnjo Republiko Somalijo.
  - Malgaška republika, danes Madagaskar, pridobi neodvisnost od Francije.
- 30. junij - Demokratična republika Kongo postane neodvisna država.
- 1. julij - Gana postane neodvisna država s Kwametom Nkrumahom kot predsednikom.
- 4. julij - leto dni po tistem, ko so postali Havaji 50. zvezna država ZDA, je prvič razgrnjena trenutna ameriška zastava s 50 zvezdicami.
- 1. avgust - Benin postane neodvisna država.
- 3. avgust - Niger postane neodvisna država.
- 5. avgust - Zgornja Volta (poznejša Burkina Faso) postane samostojna država.
- 7. avgust - Slonokoščena obala postane neodvisna država.
- 11. avgust - Čad postane neodvisna država.
- 13. avgust - francoski teritorij Ubangi-Šari se osamosvoji izpod francoske oblasti kot Srednjeafriška republika.
- 15. avgust - Francoski Kongo se osamosvoji izpod francoske oblasti kot Republika Kongo.
- 16. avgust - Ciper razglasi neodvisnost od Združenega kraljestva v skladu s sporazumom podpisanim leto prej.
- 17. avgust - Gabon postane neodvisna država.
- 20. avgust - Senegal se odcepi od Malijske federacije in razglasi neodvisnost.
- 25. avgust – 11. september - v Rimu potekajo poletne olimpijske igre.
- 14. september - 
  - Mobutu Sese Seko pride z državnim udarom na oblast v DR Kongu.
  - Iran, Irak, Kuvajt, Saudova Arabija in Venezuela ustanovijo Organizacijo držav izvoznic nafte.
- 1. oktober - Nigerija in Kamerun razglasita neodvisnost od Združenega kraljestva.
- 12. oktober - Nikita Hruščov se med zasedanjem Generalne skupščine OZN zaradi komentarja o sovjetskem vplivu v Vzhodni Evropi tako razburi, da prične tolči s čevljem po klopi.
- 24. oktober - eksplozija rakete na sovjetskem kozmodromu Bajkonur zahteva 90 žrtev.
- 29. oktober - Cassius Clay (kasneje imenovan Muhammad Ali) prvič zmaga v profesionalnem boksarskem dvoboju.
- 8. november - John F. Kennedy tesno premaga Richarda Nixona na volitvah za predsednika ZDA.
- 25. november - Termoelektrarna Šoštanj v Šaleški dolini zažene tretji blok moči 75 MW, kar skupno moč elektrarne zaokroži na 135 MW in postane največja elektrarna v Jugoslaviji
- 28. november - Mavretanija postane neodvisna država.
- 9. december - med obiskom francoskega predsednika Charlesa de Gaulla v Alžiriji izbruhnejo nasilni protesti v večjih mestih, med katerimi umre več kot 100 ljudi.

## Svetovna populacija
- Svet skupaj - 3.021.475.000
- Afrika - 277.398.000
- Azija - 1.701,336,000
- Evropa - 604.401.000
- Južna Amerika - 218.300.000
- Severna Amerika - 204.152.000
- Oceanija - 15.888.000

## Rojstva
- 4. januar - Michael Stipe, ameriški rock pevec
- 24. januar - Dragan Živadinov, slovenski gledališki režiser
- 7. februar - James Spader, ameriški igralec
- 9. februar - Bojan Šrot, slovenski politik, pravnik in alpinist, župan Mestne občine Celje
- 13. februar - Pierluigi Collina, italijanski nogometni sodnik
- 19. februar - 
  - Momčilo Bajagić - Bajaga, srbski glasbenik
  - Princ Andrew, vojvoda Yorški, britanski princ
- 7. marec - Ivan Lendl, češko-ameriški teniški igralec
- 19. marec - Sašo Hribar, slovenski komik, radijski in televizijski voditelj ter novinar
- 21. marec - Ayrton Senna da Silva, brazilski dirkač Formule 1 († 1994)
- 27. marec - Eka Mamaladze, gruzijska pevka in pianistka
- 4. april - Hugo Weaving, avstralski filmski igralec
- 15. april - Filip, belgijski kralj
- 4. maj - Werner Faymann, avstrijski politik
- 10. maj : 
  - Paul David Hewson (Bono), irski rock pevec
  - Merlene Ottey, jamajško-slovenska atletinja
- 18. maj - Jari Kurri, finski hokejist
- 23. maj - Irena Varga, slovenska igralka
- 25. maj - Marcel Štefančič, slovenski filmski kritik, publicist in televizijski voditelj
- 6. junij - Steve Vai, ameriški kitarist
- 21. junij - Karl Erjavec, slovenski politik
- 18. julij - Borut Sajovic, slovenski politik
- 4. avgust -  José Luis Rodríguez Zapatero, španski politik
- 10. avgust - Antonio Banderas, španski igralec
- 16. avgust:
  - Franz Welser-Möst, avstrijski dirigent
  - Leonid Toptunov, sovjetski inženir (* 1986)
- 17. avgust - Sean Penn, ameriški filmski igralec
- 31. avgust - Hasan Nasralah, libanonski politik
- 17. september - Damon Hill, britanski dirkač Formule 1
- 27. september - Miro Klinc, slovenski narodnozabavni glasbenik in skladatelj
- 18. oktober - Jean-Claude Van Damme, belgijski igralec in mojster borilnih veščin
- 23. oktober - Wayne Rainey, ameriški motociklistični dirkač
- 29. oktober - Agim Çeku, albanski general in politik
- 30. oktober - Diego Armando Maradona, argentinski nogometaš
- 10. november - Neil Gaiman, angleški pisatelj
- 26. november - Igor Žužek, slovenski dramski igralec
- 27. november - Julija Timošenko, ukrajinska političarka
- 1. december - Robert Polnar, slovenski politik
- 3. december - 
  - Igor Larionov, ruski hokejist
  - Janez Škof, slovenski igralec in glasbenik
- 27. december - Anton Rop, slovenski ekonomist in politik

## Smrti
- 4. januar - Albert Camus, francoski pisatelj, filozof, nobelovec 1957 (* 1913)
- 21. januar - Ivan Pregelj,slovenski pisatelj, dramatik, pesnik in kritik (* 1883)
- 25. januar - Beno Gutenberg, nemški fizik in seizmolog (* 1898)
- 7. februar - Igor Vasiljevič Kurčatov, ruski fizik (* 1903)
- 8. februar - John Langshaw Austin, angleški filozof in jezikoslovec (* 1911)
- 10. februar - Alojzije Stepinac, hrvaški blaženec, nadškof in kardinal (* 1898)
- 11. marec - Roy Chapman Andrews, ameriški raziskovalec in prirodoslovec (* 1884)
- 24. april - Max von Laue, nemški fizik, nobelovec (* 1879)
- 6. maj - Paul Abraham, madžarski skladatelj in dirigent (* 1892)
- 30. maj - Boris Leonidovič Pasternak, ruski pisatelj in pesnik, nobelovec (* 1890)
- 13. junij - Carl Keenan Seyfert, ameriški astronom (* 1911)
- 19. junij - Ivan Napotnik, slovenski kipar (* 1888)
- 25. junij - Walter Baade, nemško-ameriški astronom (* 1893)
- 16. julij - Albert Kesselring, nemški vojaški pilot in častnik (* 1881)
- 20. september - Ida Rubinštajn, ruska baletka (* 1885)
- 24. september - Vladimir Dimitrov - Maistora, bolgarski slikar (* 1882)
- 5. oktober - Alfred Louis Kroeber, ameriški antropolog in arheolog (* 1876)
- 14. oktober - Abraham Fjodorovič Joffe, ruski fizik (* 1880)
- 3. november - sir Harold Spencer Jones, angleški astronom (* 1890)
- 6. november - Erich Raeder, nemški admiral (* 1876)
- 16. november - Clark Gable, ameriški filmski igralec (* 1901)
- 26. december - Tecuro Vacuji, japonski filozof in zen budist (* 1889)

## Nobelove nagrade
- Fizika - Donald Arthur Glaser
- Kemija - Willard Frank Libby
- Fiziologija ali medicina - Sir Frank Macfarlane Burnet, Peter Brian Medawar
- Književnost - Saint-John Perse
- Mir - Albert John Luthuli